# Bopyrina giardi
Bopyrina giardi är en kräftdjursart som beskrevs av Bonnier 1900. Bopyrina giardi ingår i släktet Bopyrina och familjen Bopyridae. Inga underarter finns listade i Catalogue of Life.